# شهرستان اوسپن
شهرستان اوسپن (قزاقی: Успен ауданы، ۋسپەن اۋدانى) یکی از شهرستان‌های استان پاولودار در کشور قزاقستان است. جمعیت این شهرستان ۱۲۸۳۷ نفر است. شمار فراوانی از آلمانی‌های قزاقستان در این ناحیه زندگی می‌کنند.